# Wimpelvissen
Wimpelvissen (Zanclidae) zijn een familie van straalvinnige vissen uit de orde van Baarsachtigen (Perciformes).

## Geslachten
- Zanclus Cuvier in Cuvier and Valenciennes, 1831